# Паддир, Рамиз Ахмад
Паддир Рамиз Ахмад (род. 15 марта 1990, Индия) — индийский биатлонист.

## Биография
На крупных турнирах дебютировал в 2012 году на чемпионате мира по летнему биатлону в Уфе. Тем самым спортсмен стал первым индийским биатлонистом, принимавшем участие на крупном биатлонном соревновании. Примечательно, что этим видом спорта Паддир научился стрелять только в мае 2012 года, а до этого занимался с пневматической винтовкой и боевым оружием. К первенству мира он готовился со сборной Узбекистана.
В спринте Паддир сумел закрыть всего одну мишень из десяти и отстал от победителя, россиянина Максима Чудова, почти на 19 минут.
На участия в зимних стартах индийцу не хватает финансовых средств.
Спортсмен является курсантом индийской военной академии.